# Моорітса
Мо́орітса (ест. Mooritsa küla) — село в Естонії, у волості Йиґева повіту Йиґевамаа.

## Населення
Чисельність населення на 31 грудня 2011 року становила 6 осіб.

## Географія
Село розташоване на відстані приблизно 10,7 км на південний схід від міста Йиґева та 1 км на захід від селища Куремаа.
Дістатися села можна автошляхом 137 (Йиґева — Паламузе — Сааре).
Поблизу села лежить озеро Куремаа (Kuremaa järv).

## Пам'ятки
На східній околиці села розташовується вітряк маєтку Куремаа, збудований приблизно в середині 19-го століття.

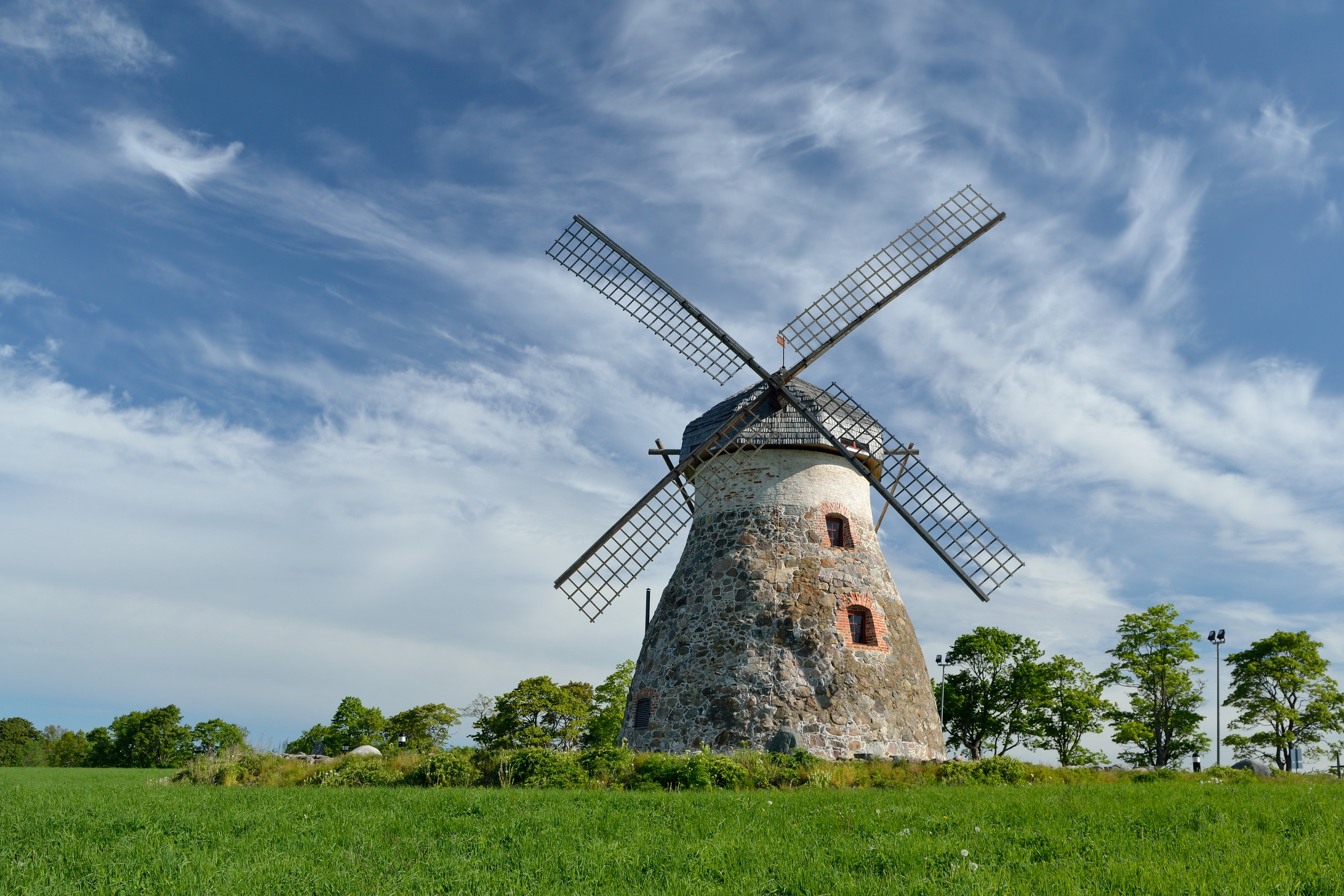
Вітряк маєтку Куремаа